# Binkley Style Outbound
Binkley Style Outbound (BSO) — наиболее популярный способ организации данных, предназначенных к пересылке от одной FTN-системы к другой.
Для каждой из зон, с узлами которых система имеет ссылки, имеется отдельный каталог Outbound. Есть некий базовый каталог и, возможно, несколько других. Базовый каталог не имеет расширения и предназначен для узлов зоны по умолчанию. Зона по умолчанию либо специально задаётся в конфигураторе мейлера (напр. binkd), или берётся из основного адреса системы (напр. T-mail). Каталоги остальных зон имеют расширения в виде шестнадцатеричного представления номера зоны. Допустим, адрес системы — 2:5020/1234@fidonet, зона по умолчанию — 2, но у системы есть ссылки с узлами из 1-й и 3-й зон Фидо, а также она имеет AKА в левонете — 197:1/123@zipnet. В такой системе outbound будет представлен следующими каталогами:
```
/var/spool/ftn/outbound
/var/spool/ftn/outbound.001
/var/spool/ftn/outbound.003
/var/spool/ftn/outbound.0c5
```

Внутри этих каталогов располагаются файлы-списки предназначенных к отправке файлов. Эти списки имеют названия вида xxxxyyyy.?lo, где:
- xxxx — номер сети, которой принадлежит система, в шестнадцатеричном виде, дополненный нулями до четырёх символов;
- yyyy — номер узла в шестнадцатеричном виде, дополненный нулями до четырёх символов;

Первым символом расширения задаётся приоритетность отправки файлов из списка.
Каждая из строк списка должна содержать либо путь и имя файла, предназначенного к отправке, либо быть пустой. Если путь до файла не полный, а относительный, то он дополняется именем базового каталога. Перед именем файла может стоять один из символов:
- ^ — yдалить данный файл после yспешной посылки:
- # — обрезать до нулевой длины;
- ~ — игноpировать текст за этим символом.

В такие списки заносятся бандлы с эхопочтой (аркмейл). Нетмейл обычно пересылается в несжатом виде, то есть виде обычного пакета, который именуется так же, как файл-список, но имеет немного другое расширение: xxxxyyyy.?ut. Непосредственно перед отправкой ему присваивается случайное имя и расширение .pkt.
Единственная разница в обозначении срочности отправки пакетов с нетмейлом и файлов из списков заключается в том, что срочность Normal у первых задаётся буквой o, а у вторых — f.
Перед любой операцией с файлами xxxxyyyy.* должен обязательно создаваться флаг занятости: xxxxyyyy.bsy.
Если система-получатель является целевой, то внутри каталога outbound создаётся каталог xxxxyyyy.pnt, в который помещается почта для поинтов узла, фигурирующего в названии каталога. Файлы в нём должны иметь в качестве имени шестнадцатеричный номер поинта, дополненный до восьми символов нулями, и одно из расширений: ?lo, ?ut или bsy.
Если у системы есть эхопочта для узла 2:5020/1641 и нетмейл для поинта 2:5020/1234.56, то outbound может выглядеть следующим образом:
```
/var/spool/ftn/outbound/139c0669.dlo
/var/spool/ftn/outbound/4r83ee99.mo0
/var/spool/ftn/outbound/139c04d2.pnt/00000038.out
```

В списке 139c0669.dlo скорее всего будет одна строчка:
```
^/var/spool/ftn/outbound/4r83ee99.mo0
```

Имена бандлов с аркмейлом состоят из восьми символов контрольной суммы и расширения по дням недели:
- Если сегодня понедельник и исходящей почты нет, то будет создан бандл с расширением .mo0;
- Если уже есть бандл с расширением .mo0, то будет создан бандл с расширением .mo1 (до .mo9);
- Если уже есть бандл с расширением .mo9, то будет создан бандл с расширением .m01 (до .m09) и так далее.

В зависимости от особенностей используемого мейлера в каталоге outbound'а будут создаваться файлы .$$$ или .try с информацией о Call/Session.